# خميس إسماعيل
خميس إسماعيل زايد (مواليد 16 أغسطس 1989) لاعب كرة قدم إماراتي يجيد اللعب في مركز الوسط لعب سابقاً مع منتخب الإمارات الوطني.

## مسيرة اللاعب
سبق له أن لعب في أندية الإمارات والجزيرة والأهلي.

### نادي شباب الأهلي دبي
كان يلعب مع النادي الأهلي وبعد دمج أندية الأهلي و نادي الشباب ونادي دبي تحت مسمى نادي شباب الأهلي تم ضمه إلى نادي شباب الأهلي .

### نادي الوصل
وقع مع نادي الوصل في عام 2018 .

### نادي الوحدة
وقع مع نادي الوحدة الإماراتي مطلع عام 2020 .

### نادي البطائح
وقع مع نادي البطائح في صيف 2022.
- اعتزل خميس اسماعيل اللعب في تشرن الأول عام 2023 .
- تولى منصب إداري الفريق لنادي الجزيرة (فخر أبوظبي) بالتزامن مع الاستعدادات لإنطلاق موسم 2024 - 025.[4]

## روابط خارجية
- خميس إسماعيل على موقع الاتحاد الدولي (مؤرشف)  (الإنجليزية)
- خميس إسماعيل على موقع قاعدة بيانات كرة القدم.إي يو (الإنجليزية)
- خميس إسماعيل على موقع ناشيونال فوتبول تيمز (الإنجليزية)
- خميس إسماعيل على موقع أوليمبيديا (الإنجليزية)